# 岐阜西通り
岐阜西通り（ぎふにしどおり）とは、岐阜県岐阜市の大縄場大橋東から茜部中島（国道21号岐大バイパス）に至る通りである。岐阜市中心部の西側を南北に結ぶ。国鉄東海道線を超えるＴ字型の「西陸橋」が架かっていた。

## 区間
- 岐阜市西野町8丁目（大縄場大橋東交差点） - 岐阜市茜部中島（茜部中島交差点、国道21号交点）
- 以下の県道の一部が該当する。
  - 岐阜県道53号岐阜関ケ原線：大縄場大橋東交差点 - 徹明通7交差点（岐阜東西通り交点）
  - 岐阜県道151号岐阜羽島線：徹明通7交差点（岐阜東西通り交点） - 茜部中島交差点（国道21号交点）
  - 岐阜県道31号岐阜垂井線（岐阜県道151号岐阜羽島線と重複）：加納竜興町3交差点（岐阜県道1号岐阜南濃線交点） - 加納梅田町交差点
- 岐阜市中心部から国道21号に至る道路の中では唯一の複車線道路である。

## 沿線
- 大縄場大橋
- 岐阜県立岐阜高等学校
- 岐阜市立徹明さくら小学校（旧岐阜市立木之本小学校）
- オーキッドパーク
- 朝日大学病院
- 旧西陸橋
- 岐阜市立陽南中学校
- 岐阜県立加納高等学校
- 荒田川

## 別名
- 都通り
  - 大縄場大橋東交差点 - 長住町9交差点